# Pendeloque

Schliffbild für den Pendeloque-Schliff mit Draufsicht und Vorderansicht

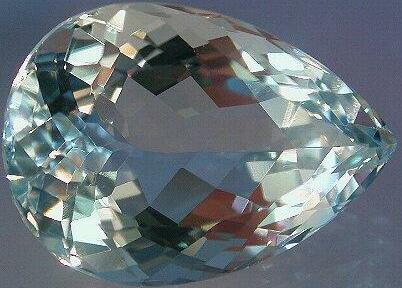
Aquamarin im Pendeloque-Schliff

Pendeloque (auch Briolette) ist die gemmologische Fachbezeichnung für einen facettiert und in Tropfenform geschliffenen Schmuckstein. Der Begriff ist aus dem Französischen Pendule (Pendel) abgeleitet. Weitere Bezeichnungen sind Tropfenschliff, Birnenschliff, Birnkernschliff oder Pear-Shape-Cut.

## Anwendung
Pendeloquen (Pendeloken) ist auch die allgemeine Bezeichnung für hängenden Ohrschmuck und das Gehänge für Kronleuchter.
In der Oeconomischen Encyclopädie von Krünitz von 1773 bis 1858 heißt es zu diesem Fachbegriff:

„Pendeloque, alles, was herabhängt, als herabhangende Krystallstücke an den Leuchtern, Kleinigkeiten an den Uhrketten, auch wohl im Scherze herabhangende Lappen an den Kleidungsstücken.
Pendeloquen, Pendeloken, heißen bey den Steinschleifern Diamanten, welche oben spitz zulaufen, unten aber rundlich sind, und deren gute Seiten allmählige Abfälle haben, um daselbst die Flächen anlegen zu können. Wenn der Körper von dieser Beschaffenheit ist, so schleift man ihn, wodurch er eine freye Spielung erhält, um in Ohrringen gebraucht zu werden. Wenn der Diamant eine untaugliche Pendeloquenspitze mit sich bringt, so wendet man ihn zum Brillanten an.“

## Geschichte
Um 1456 oder 1476 soll der flämische Diamantenpolierer Lodewyk van Berquem das Diamantschleifen mit Hilfe von Diamantstaub entdeckt haben. Er soll auch bereits Steine in symmetrischen Birnenformen, die pendeloque oder briolette genannt wurden, geschliffen haben. So sind auch der für Karl den Kühnen von Burgund gefertigte Sancy und der bekannte Florentiner in Pendeloquesform gestaltet.